# Stefano Galvani
Stefano Galvani (Padova, 3 giugno 1977) è un tennista e allenatore di tennis italiano naturalizzato sammarinese.
Vanta come migliore posizione in classifica, il posto n°99 raggiunto il 2 aprile 2007, in singolare. Ritiratosi nel 2012, nel 2021, a 44 anni, torna nel tennis professionistico partecipando alla Coppa Davis, nella quale rappresenta San Marino.

## Biografia
Professionista dal 1999, è stato a lungo seguito dal coach Patricio Remondegui.

## Carriera
Ha raggiunto per due volte la posizione nº99 del Ranking ATP, il 2 aprile 2007 e il 30 aprile dello stesso anno,. In carriera ha guadagnato complessivamente un montepremi di $ 760.000.

Vanta tre presenze in Coppa Davis, due successi e una sconfitta, nei match contro Portogallo e Finlandia del 2002.

Ha partecipato ai Giochi dei Piccoli Stati d'Europa di Monaco 2007 rappresentando la Repubblica di San Marino conquistando la medaglia di bronzo nel singolo e l'argento nel doppio maschile con Domenico Vicini.
Nell'edizione del 2011 in Liechtenstein ha ottenuto un altro argento nel doppio e una medaglia d'oro nel singolare.
Dopo un periodo di calo, si fa notare nel giugno del 2008 al torneo di Wimbledon dove prima riesce a superare le qualificazioni sconfiggendo in serie il n.222 Wang Yeu-tzuoo, il n.148 Andrej Golubev, e il n.197 Ilija Bozoljac e poi supera agevolmente anche il primo turno del torneo dove sconfigge il britannico Jamie Baker in tre set con il punteggio di 6-4, 6-2, 6-3, uscendo di scena al secondo turno contro Michail Južnyj testa di serie nº 17 del torneo, in un incontro conclusosi al quinto set con il punteggio di 4-6, 6-4, 6-3, 3-6, 6-3.
Nel 2011 si trova intorno alla posizione 190 del ranking ATP e ad ottobre si qualifica per il secondo turno di qualificazione dello Shanghai Masters battendo Paul Capdeville con il punteggio di 2-6, 6-4, 7–6(3).
Chiude la carriera nell'agosto 2012, ma ritorna nel 2021.

## Statistiche

### Tornei minori

#### Singolare

##### Vittorie (16)
| Legenda tornei minori |
| Challenger (5)        |
| Futures (11)          |

| Numero | Data              | Torneo                                           | Superficie   | Avversario in finale | Punteggio        |
| 1.     | 9 agosto 1998     | Egitto Cairo Futures, Il Cairo                   | Terra rossa  | Mounir El Aarej      | 3-6, 6-1, 6-1    |
| 2.     | 6 maggio 2001     | Algeria Algiers Futures, Algeri                  | Terra rossa  | Leonardo Azzaro      | 3-6, 6-4, 6-4    |
| 3.     | 10 settembre 2001 | Brașov Challenger, Brașov                        | Terra rossa  | Iván Navarro         | 6-4, 6-1         |
| 4.     | 24 settembre 2001 | Copa Sevilla, Siviglia                           | Terra gialla | Todd Larkham         | 6-2, 6-4         |
| 5.     | 21 ottobre 2002   | Cairo Challenger, Il Cairo                       | Terra rossa  | Albert Portas        | 2-6, 7–6(4), 6-1 |
| 6.     | 6 febbraio 2005   | Hassan Ali bin Ali, Doha                         | Cemento      | Slimane Saoudi       | 6-4, 6-4         |
| 7.     | 20 marzo 2005     | Città di Caltanissetta, Caltanissetta            | Terra rossa  | Pablo Andújar        | 6-3, 6-0         |
| 8.     | 19 settembre 2005 | Tennis Club Porto Torres, Porto Torres           | Terra rossa  | Uros Vico            | 6-4, 7-5         |
| 9.     | 25 settembre 2005 | Torneo Città di Oristano, Oristano               | Cemento      | Alessandro Da Col    | 6-3, 6-0         |
| 10.    | 16 ottobre 2005   | Trofeo Autoprestige BMW, Sassari                 | Terra rossa  | Tony Holzinger       | 6-3, 6(6)–7, 6-3 |
| 11.    | 26 marzo 2007     | Morocco Tennis Tour, Rabat                       | Terra rossa  | Olivier Patience     | 6-1, 6-1         |
| 12.    | 17 settembre 2007 | Internazionali di Tennis dell'Umbria, Todi       | Terra rossa  | Adrian Ungur         | 7-5, 6-2         |
| 13.    | 23 agosto 2009    | Italy Este Futures, Este                         | Terra rossa  | Adrian Ungur         | 6(5)–7, 6-2, 6-0 |
| 14.    | 25 gennaio 2010   | AEGON Pro Series Sheffield, Sheffield            | Cemento      | Uladzimir Ihnacik    | 6-4, 4-6, 6-0    |
| 15.    | 13 marzo 2011     | ATA-Trentino, Trento                             | Cemento      | Grégoire Burquier    | 6-4, 3-6, 6-3    |
| 16.    | 17 aprile 2011    | Città di Vercelli - Trofeo Riso Viazzo, Vercelli | Terra rossa  | Jan-Lennard Struff   | 7–6(6), 6-0      |

#### Doppio

##### Vittorie (12)
| Legenda tornei minori |
| Challenger (9)        |
| Futures (3)           |

| Numero | Data              | Torneo                             | Superficie   | Compagno                 | Avversari in finale                        | Punteggio      |
| 1.     | 25 ottobre 1999   | Uzbekistan                         | Cemento      | Andy Ram                 | Tomáš Catar Branislav Sekáč                | 6-4 7–6(5)     |
| 2.     | 22 maggio 2000    | Samarkand Challenger, Samarcanda   | Terra rossa  | Andrej Stoljarov         | Daniel Melo Alexandre Simoni               | w/o            |
| 3.     | 16 luglio 2001    | Mantova                            | Terra rossa  | Salvador Navarro         | Alessandro Guevara Rodrigo Ribeiro         | 7–6(6) 7–6(4)  |
| 4.     | 13 agosto 2001    | Carisap Tennis Cup, San Benedetto  | Terra rossa  | Leonardo Azzaro          | Stephen Huss Lee Pearson                   | 3-6 7–6(7) 6-4 |
| 5.     | 17 settembre 2001 | Bulgarian Open, Sofia              | Terra rossa  | Igor Gaudi               | Óscar Hernández Dmitry Vlasov              | 6-4 6-1        |
| 6.     | 24 settembre 2001 | Copa Sevilla, Siviglia             | Terra gialla | Vincenzo Santopadre      | Marc López Santiago Ventura                | 6-4 6-4        |
| 7.     | 9 giugno 2003     | Memorial Argo Manfredini, Sassuolo | Terra rossa  | Paul Baccanello          | Enzo Artoni Martín Vassallo Argüello       | 7-5 2-6 7-5    |
| 8.     | 16 giugno 2003    | Canella Challenger, Biella         | Terra rossa  | Martín Vassallo Argüello | Jordan Kerr Tom Vanhoudt                   | 3-6 7–6(4) 6-3 |
| 9.     | 28 febbraio 2005  | Trento                             | Cemento      | Daniele Giorgini         | Fabio Colangelo Alessandro Da Col          | 6(3)–7 6-3 6-1 |
| 10.    | 26 settembre 2005 | Oristano                           | Cemento      | Ismar Gorcic             | Fabio Colangelo Alessandro Da Col          | 7–6(8) 7–6(5)  |
| 11.    | 14 aprile 2008    | Mitsubishi Electric Cup, Monza     | Terra rossa  | Alberto Martín           | Denis Gremelmayr Simon Greul               | 7-5 2-6 [10-3] |
| 12.    | 9 giugno 2008     | Memorial Argo Manfredini, Sassuolo | Terra rossa  | Juan Martín Aranguren    | Rubén Ramírez Hidalgo Jose Antonio Sanchez | 5-7 6-2 [10-8] |

## Risultati in progressione
| Torneo                | 2001 | 2002 | 2003 | 2004 | 2005 | 2006 | 2007 | 2008 | 2009 | 2010 | 2011 | 2012 | Carriera V-P |
| --------------------- | ---- | ---- | ---- | ---- | ---- | ---- | ---- | ---- | ---- | ---- | ---- | ---- | ------------ |
| Australian Open       | A    | 1T   | A    | A    | A    | A    | A    | Q2   | A    | A    | A    | A    | 0–1          |
| Open di Francia       | 1T   | 1T   | A    | A    | A    | 2T   | 1T   | Q1   | A    | 1T   | A    |      | 1–5          |
| Wimbledon             | A    | 1T   | 2T   | A    | A    | 2T   | Q3   | 2T   | Q1   | A    | A    |      | 3–4          |
| US Open               | A    | A    | A    | A    | A    | A    | A    | Q1   | A    | A    | A    |      | 0–0          |
| Vittorie-Sconfitte    | 0–1  | 0–3  | 1–1  | 0–0  | 0–0  | 2–2  | 0–1  | 1–1  | 0–0  | 0–1  | 0–0  | 0–0  | 4–10         |
| Finali ATP World Tour | 0    | 0    | 0    | 0    | 0    | 0    | 0    | 0    | 0    | 0    | 0    | 0    | 0            |
| Tornei vinti          | 0    | 0    | 0    | 0    | 0    | 0    | 0    | 0    | 0    | 0    | 0    | 0    | 0            |
| Ranking di fine anno  | 136  | 128  | 183  | 564  | 197  | 114  | 164  | 219  | 251  | 271  | 175  |      | N/A          |

| Sigla      | Risultato               |
| ---------- | ----------------------- |
| V          | Vincitore               |
| F          | Finalista               |
| SF         | Semifinalista           |
| QF         | Quarti di Finale        |
| 4T         | Quarto turno            |
| 3T         | Terzo turno             |
| 2T         | Secondo turno           |
| 1T         | Primo turno             |
| A          | Assente                 |
| Q1, Q2, Q3 | Turni di Qualificazione |

### Guadagni *
| Anno     | World Tour 250 | Challenger | Futures | Totale | Guadagni ($) | Posizione |
| -------- | -------------- | ---------- | ------- | ------ | ------------ | --------- |
| 1998     | 0              | 0          | 1       | 1      | ND           | ND        |
| 1999     | 0              | 0          | 1       | 1      | 9.525        | 500       |
| 2000     | 0              | 1          | 0       | 1      | ND           | ND        |
| 2001     | 0              | 6          | 1       | 7      | ND           | ND        |
| 2002     | 0              | 1          | 0       | 1      | 129.340      | 142       |
| 2003     | 0              | 2          | 0       | 2      | 66.313       | 209       |
| 2004     | 0              | 0          | 0       | 0      | 428          | 1824      |
| 2005     | 0              | 0          | 7       | 7      | 54.402       | 255       |
| 2006     | 0              | 0          | 0       | 0      | 134.395      | 155       |
| 2007     | 0              | 2          | 0       | 2      | 99.935       | 195       |
| 2008     | 0              | 2          | 0       | 2      | 86.404       | 227       |
| 2009     | 0              | 0          | 1       | 1      | 33.236       | 365       |
| 2010     | 0              | 0          | 1       | 1      | 41.084       | 327       |
| 2011     | 0              | 0          | 2       | 2      | 43.727       | 317       |
| 2012     | 0              | 0          | 0       | 0      | 4.188        | 413       |
| Carriera | 0              | 14         | 14      | 28     | 775.652      | 575       |

*Singolare e Doppio sommati